# Округ Берлингтон (Њу Џерзи)
Берлингтон (енгл. Burlington County) је округ у америчкој савезној држави Њу Џерзи.

## Демографија
По попису из 2010. године број становника је 448.734, што је 25.34 (6,0%) становника више него 2000. године.
| Група             | 2000.           | 2010.           |
| Белци             | 323.171 (76,3%) | 317.021 (70,6%) |
| Афроамериканци    | 64.071 (15,1%)  | 74.505 (16,6%)  |
| Азијати           | 11.378 (2,7%)   | 19.395 (4,3%)   |
| Хиспаноамериканци | 17.632 (4,2%)   | 28.831 (6,4%)   |
| Укупно            | 423.394         | 448.734         |